# Арјен ан Бетмал
Арјен ан Бетмал (фр. Arrien-en-Bethmale) насеље је и општина у јужној Француској у региону Миди Пирене, у департману Арјеж која припада префектури Сен Жирон.
По подацима из 2011. године у општини је живело 104 становника, а густина насељености је износила 7,13 становника/km². Општина се простире на површини од 14,59 km². Налази се на средњој надморској висини од 620 метара (максималној 2.085 m, а минималној 598 m).

## Демографија
| 1962. | 1968. | 1975. | 1982. | 1990. | 1999. | 2011. |
| ----- | ----- | ----- | ----- | ----- | ----- | ----- |
| 130   | 186   | 143   | 89    | 89    | 110   | 104   |

График промене броја становника у току последњих година